# Magha Puja

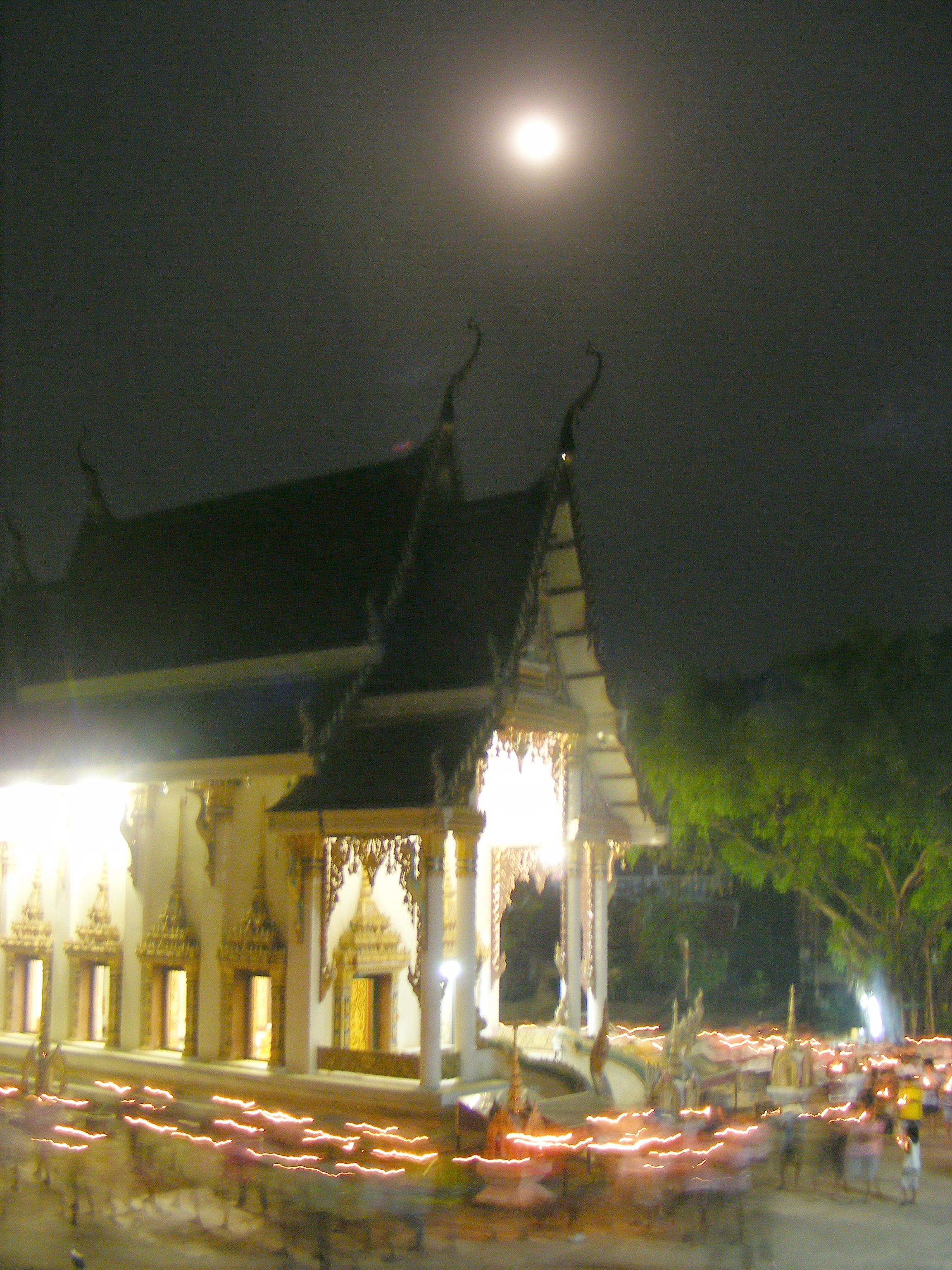
Firande av Magha Puja genom ljusprocession runt ett tempel.

Magha Puja eller sangha-dagen är en buddhistisk festival som firar det tillfälle då 1 250 upplysta lärjungar (arahanter) till Buddha spontant kom för att lyssna på honom. Vid detta tillfälle sägs Buddha ha haft sin första predikan om munkarnas levnadsregler (patimokkha). Dagen infaller på fullmånsdagen under den tredje månaden enligt månkalendern, det vill säga i mars eller februari. Högtiden firas enbart inom theravadabuddhismen, och är en så kallad uposatha-dag.
Dagen firas ofta genom att gåvor ges, buddhistiska texter reciteras, meditation, ljus tänds, och att utövare lägger särskild vikt vid det buddhistiska utövandet.